# Konjavo
Konjavo (bulgariska: Коняво) är ett distrikt i Bulgarien.   Det ligger i kommunen obsjtina Kjustendil och regionen Kjustendil, i den västra delen av landet, 60 km sydväst om huvudstaden Sofia.
Trakten runt Konjavo består i huvudsak av gräsmarker. Runt Konjavo är det glesbefolkat, med 8 invånare per kvadratkilometer.